# حقوق مادران
حقوق مادر، مکلفیت‌های قانونی برای مادران باردار، مادران فعلی و مادران که اطفال را به فرزندی گرفته‌اند، در ایالات متحده می‌باشد. حقوق کار، شیردهی و حقوق خانوادگی از مواردی هستند که مربوط به حقوق مادر می‌شوند.

## حقوق زایمان
حقوق زایمان برای مادران در ایالات متحده شامل مرخصی زایمان در جریان مراحل مختلف حاملگی، هنگام تولد نوزاد و بعد از آن می‌شود. این حقوق هم‌چنین شامل فرایندهای کاری برای مادران جدیدی نیز می‌شود که بعد از تولد به محل کار بر می‌گردند. زمانی که زنان اجازه دارند تا بخاطر تولد بر سر کار حاضر نشوند را مرخصی زایمان گویند. هر کشور و شرکت دارای قوانین خاص خود در رابطه با مدت مرخصی زایمان و سایر کمک‌هایی است که به مادران جدید نیاز است. «قانون مرخصی خانوادگی و زایمان ۱۹۹۳ میلادی»‏ (FMLA) شرکت‌ها قانونی را تنظیم کرده که بر اساس آن حداقل الزامات مرخصی زایمان توضیح داده شده‌است. مقررات تنظیم شده توسط FMLA روی مادران، پدران و والدینی که کودکان را به فرزندی می‌گیرند قابل تطبیق است. این قانون از بیشتر شرکت‌ها می‌خواهد تا ۱۲ هفته مرخصی خانوادگی بدون حقوق بدهند.

## شیردهی
شیردهی عبارت از تأمین مواد غذایی به نوزادان با شیر سینه انسان از طریق سینه یا شیشه شیر می‌باشد. در رابطه به شیردهی قوانین مشخصی در هر ایالت و همچنان قوانین فدرال موجود است. تمام ایالات به استثنای ایداهو قانونی دارند که به زنان اجازه می‌دهد در هر موقعیت عامه یا خصوصی به اطفال شان شیر بدهند. با وجودی که اکثر ایالات اجازه می‌دهند تا در هر مکانی شیردهی صورت گیرد، تنها ۲۹ ایالت بر اساس «قوانین ناپسندیدگی عامه» یا برهنگی در انظار عمومی، شیردهی را ممنوع کرده‌اند. قوانین فدرال در رابطه با شیردهی مادران، مربوط به مادرانی می‌شود که کار می‌کنند. زمانی که مادران به کار برمی‌گردند، برای مادرانی که در کار نیاز به پرستاری دارند نیز قوانینی وجود دارد. کارفرماها ملزم اند تا یک سال بعد از تولد، برای این مادران وقفه‌های مناسبی در نظر بگیرند تا به فرزندانشان شیر دهند. آن‌ها همچنین نیاز دارند تا به جز توالت، یک محل خصوصی و جداگانه‌ای فراهم کنند تا این مادران بتوانند به فرزندشان شیر بدهند. این قوانین را می‌توانید در «قانون محافظت و مراقبت‌های در حد استطاعت از مریضان ۲۰۱۰ میلادی» نیز بیابید.

## حقوق خانواده برای مادران
مادران حقوق زیادی دارند که مربوط به قانون خانواده می‌شود شامل تصمیم‌گیری از طرف فرزندان‌شان هم‌چون تصمیمات طبی و این که چه کسانی در اطراف فرزندشان باشند. مادران هم‌چنان حق قانونی دارند تا مطمئن شوند که آیا فرزندشان از حمایت پدر برخوردار اند یا خیر.

### حقوق والدین
هر ایالت قوانین خاص خودش را در رابطه با حقوق قانونی مادران و مسؤلیت‌های مادران در قبال فرزندشان دارد. تمام قوانین اعلام می‌دارند که مادر یا والدین اجازه دارند تا در مورد تحصیل، دین، مراقبت‌های طبی کودک و این که کودک در کجا زندگی کند، تصمیم بگیرند. این حق به صورت خودکار به مادر بیولوژیکی، پدرانی که قبل یا بعد از تولد طفل با مادر ازدواج کرده‌اند و براساس قوانین ۲۰۰۳ میلادی، پدرانی که در سند تولد طفل ذکر شده‌اند، داده می‌شود.

### حضانت و حمایت از کودک
هرچند مادر دارای حقوق خاص حضانت است، زمانی که اختلاف بر سر حضانت طفل بلند شود، مسئولیت دادگاه بوده تا بهترین شرایط را برای کودک انتخاب نماید.